# Club Atlético de Pinto
El Club Atlético de Pinto es un equipo de fútbol de la localidad de Pinto (Madrid) España. Juega en el grupo 2 de Preferente Madrid.

## Historia
El equipo surge en 1961 de la mano de Amelía del Castillo, primera mujer que preside un equipo de fútbol en España, con el nombre de Flecha de Pinto. El club nace oficialmente el 15 de octubre de 1963 como Club Atlético Pinto y se convierte en el principal club de la ciudad después de adquirir la plaza del ADASA Pinto, debutando en Cuarta Regional. Años más tarde iría subiendo posiciones hasta que en 1980 alcanza la Tercera División, en la que juega hasta la temporada 1982-83.
En los años 1990 el club pasó dificultades económicas que lo llevaron a una crisis deportiva y económica. Sin embargo, se repuso a mediados de la década. Actualmente el club lucha por ascender a la Segunda División B, algo que casi logró en la temporada 2003-2004 cuando se clasificó para los play-off de ascenso.
Además del primer equipo, el club cuenta con un filial en Primera Regional, clubes de fútbol base en divisiones inferiores, y escuelas de iniciación al fútbol.
Y en la temporada 2008–2009 estuvo en la cuerda floja en los puestos de descenso, pero se salvó quedando en 15.º lugar, no hizo una temporada muy brillante.

## Uniforme
- Uniforme titular: Camiseta roja, pantalón negro y medias negras.
- Uniforme alternativo: Camiseta blanca, pantalón blanco y medias blancas.

## Estadio
Municipal Amelía del Castillo, con capacidad para 2500 espectadores y hierba artificial. El estadio fue conocido como Municipal de Pinto y era de tierra hasta el año 2000 que concluyó su remodelación, siendo rebautizado con el nombre de la primera presidenta del club. Está situado en la Calle Asturias.
También jugó a finales de los años 1990 en el Municipal Rafael Mendoza, de forma provisional hasta que el Amelia del Castillo fuese completamente remodelado.

## Datos del club
- Entrenador: Javi García
- Temporadas en 3ª: 13
- Debut en 3ª: 1980-81
- Mejor puesto en la liga: 3.ª (Tercera división española temporada 2003-04)

## Palmarés

### Campeonatos Regionales
- 1.ª Regional Ordinaria Castellana (1): 1978-79 (Gr. 1).[1]
- Copa RFEF (Fase Regional de Madrid) (1): 2013-14.[2]
- Subcampeón de la Regional Preferente de Madrid (1): 1998-99 (Gr. 2).[3]
- Subcampeón de la Primera Regional de Madrid (1): 1996-97 (Gr. 3).[4]
- Subcampeón de la 2.ª Regional Ordinaria Castellana (1): 1973-74 (Gr. 2).[5]
- Subcampeón de la 3.ª Regional Ordinaria Castellana (1): 1972-73 (Gr. 4).[6]
- Subcampeón de la Copa RFEF (Fase Regional de Madrid) (1): 2014-15.[7]
- Subcampeón de la  Copa RFFM de Preferente de Madrid (1): 2022-23.[8]

### Trofeos amistosos
- Trofeo Villa de Pinto (2): 2011[9] y 2012.[10]
- Trofeo de Ferias de Madridejos (1): 2013.[11]

### Palmarés del Atlético de Pinto "B"
Campeonatos regionales
- Segunda Regional de Madrid (1): 2004-05 (Grupo 6).[12]
- Subcampeón de la Primera Regional de Madrid (1): 2011-12 (Grupo 4).[13]